# Sir-J
Серге́й Дми́триевич Була́винцев (22 сентября 1973, Москва, СССР — 30 декабря 2023, Расторгуево, Московская область, Россия), более известный как Sir-J (Сирдже́й) — российский рэп-исполнитель и битмейкер, участник рэп-групп Bust A.S!, D.O.B., D.O.B. Community, «Империя», RAPtila Camaradaz и Cre8ive.
В 1991 году Sir-J создал группу Bust A.S!, с которой записал два альбома, 5-Year Plan (1994) и Pregnant Wit Skillz (1995). В 1992 году записал свою первую рэп-композицию «Dub’l stupid freshh!». В 1993 году вместе с Ladjak’ом создал группу D.O.B., а через год — хип-хоп-объединение D.O.B. Community. В 2005 году Sir-J выпустил сольный альбом «Вниз по ординате». В 2011 году совместно с рэпером Nebbercracker основал проект RAPtila Camaradaz, а в 2017 году совместно с рэперами Leonoff и Pum создал проект Cre8ive. В 2021 году возродил группу D.O.B. и дуэтом с Лигалайзом записал альбом «Аборигены фанка» (2023). Принял участие в создании документальных фильмов HipHopHeroes: Underground Kings (2000), «Раб лампы» (2016) и «BEEF: Русский хип-хоп» (2019).
С 1992 года занимался музыкальным продюсированием хип-хоп-артистов и групп, входящих в D.O.B. Community: Bust A.S!, Just Da Enemy, D.O.B. и «Рабы лампы». С 1998 года продюсировал треки для групп Nonamerz, «Ю.Г.», «Отверженные», «Многоточие», «Проект Блокада», RAPtila Camaradaz и Cre8ive. С 1997 года является членом жюри фестиваля Rap Music. В 2005 году портал Rap.ru упомянул Sir-J’я как «рэп-ветерана», а также «одного из старейших отечественных рэперов и битмейкеров». 30 декабря 2023 года Булавинцев погиб во время пожара в своём загородном доме в Расторгуево.

## Биография
Сергей Булавинцев родился в Москве 22 сентября 1973 года в семье геологов. Жил в районе Зюзино. В 1986 году Булавинцев вместе с родителями на четыре года уехал жить в Соединённые Штаты Америки, где и увлёкся хип-хоп-культурой, слушая фанк. Его отец работал в секретариате ООН в Нью-Йорке, а в качестве хобби занимался написанием песен для Валентины Толкуновой. В 1990 году семья вернулась в Россию, где вскоре поселилась в Загорске (ныне — Сергиев Посад). В том же году вместе со своим другом детства Алексеем Смирновым предпринял первые попытки заниматься рэпом на русском языке на мини-студии отца Булавинцева.
В 1991 году Булавинцев взял себе псевдоним Sir-J и вместе со своим другом Алексеем Смирновым (Lee A.S.) создал англоязычный рэп-коллектив Bust A.S! (сокращение от Bust All Suckaz!). Sir-J был автором стихов и исполнителем, а Lee A.S. отвечал за музыку в группе. С помощью синтезатора они сделали демо на мини-студии отца Булавинцева. В июле 1991 года на первом рэп-фестивале, организованным студией «Класс» Сергея Обухова в московском парке Горького, Сирджей познакомился с англоязычным рэп-исполнителем Джимми Джи, с которым записал совместную композицию «Dub’l stupid freshh!» на студии у MC Павлова в начале 1992 года. Первое выступление Bust A.S! (при участии Джимми Джи) состоялось на концерте французского рэпера MC Solaar в московском парке Горького 5 июня 1992 года, где группа фристайлом исполнила несколько строчек на английском языке под музыку от диджея Соляра. 21 июня 1993 года группа Bust A.S! выступила с ведущими передачи Yo! MTV Raps на фестивале «Белые ночи Санкт-Петербурга» у Петропавловской крепости. С 1992 по 1994 год на студии «MixArt» у Александра Корнышева был записан дебютный альбом 5-Year Plan (1994). В 1994 году на той же студии был записан второй альбом Pregnant Wit Skillz, который был выпущен подпольной компанией Music World в 1995 году. В записи альбома принял участие рэпер «Гвоздь» (Андрей Лысенко). Pregnant Wit Skillz был переиздан на лейбле 100Pro в 2007 году.
В 1992 году участники группы Bust A.S! познакомились с рэпером Ladjak (Олег Жиляков), с которым записали на студии «MixArt» в 1993 году три трека для сборника Da Moscow Rap Flava (1994): «Da Revelation 18709» (Ladjak), «Frum Dа Bakground» (Ladjak & Sir-J) и «S/f-tion» (МД&C Pavlov при участии Ladjak & Sir-J). В 1993 году Ladjak объединился с участниками Bust A.S! в новый коллектив D.O.B. (аббревиатура от Department Of Bastards, стилизованно как Department Of Bustas). Первой их песней стала «Flava Of A Big Profit», которая стала лозунгом всей их команды: эти слова были написаны на логотипе группы под скелетом, сидящем на унитазе. Затем были записаны ещё два трека — «Paleskin Sick» и «Цени This Shit» — которые прозвучали в передаче «Funny House», которую вёл Владимир «DJ Фонарь» Фонарёв на радио «Максимум» в 1994 году. Две песни вышли на сборнике «Рэп вокруг тебя» от студии «Союз» в 1994 году.
Летом 1993 года в клубе «Пилот» участники группы D.O.B. познакомились с рэпером Legalize (Андрей Меньшиков), которому нравилось их творчество. Спустя некоторое время Жиляков предложил Меньшикову сделать совместную песню, поскольку на тот момент в группе D.O.B. намечался распад. Так родилась песня «Getta Drink», которая была исполнена на английском языке. В 1994 году Жиляков принял решение покинуть группу D.O.B. и создать с Лигалайзом дуэт Slingshot. Тогда же было придумано хип-хоп-объединение D.O.B. Community, состоящее из групп Slingshot (Ladjak и Лигалайз) и Bust A.S! (Sir-J, Lee A.S., Гвоздь). Позже к ним примкнула группа Just Da Enemy (Simona Yori, Flaming B, Earnest M.), в состав которой входила жена Сирджея, Ольга Белостоцкая, под псевдонимом Flaming B. Дуэт Slingshot распался в конце года. Legalize стал участником D.O.B., а Жиляков увлёкся диджеингом и постепенно отошёл от творческой деятельности в группе.
С 1995 по 1996 год Sir-J записал с Legalize’ом на московской студии «Интервью» дебютный альбом группы D.O.B. — Rushun Roolett, который был выпущен в январе 1998 года на лейбле «Элиас Records». Альбом является полностью англоязычным, за исключением куплета Лигалайза в треке «D.O.B.'s Takin’ Ova», а также добавленных песни и скита группы «Рабы лампы». В записи альбома приняли участие московские рэперы Ladjak, Lily и группа «Рабы лампы». Музыку для альбома создали Sir-J и Legalize при содействии Ladjak и Lee A.S. На этом альбоме впервые появилось упоминание D.O.B. Community, а среди участников объединения были упомянуты Михаил Наумов (Мани Майк) и Павел Почтарев (DJ Пахан), участники рэп-коллектива Beat Point, с которыми Sir-J познакомился в 1995 году.
В декабре 1996 года, вернувшись из Конго, Лигалайз предложил Сирджею записать несколько песен для группы D.O.B. на русском языке. Таким образом в 1997 году на студии «2S» были записаны четыре песни — «(Все вместе) На месте», «М. С. — Мастера Слова», «Настоящий хип-хоп» и «Громче музыку, громче микрофоны» — тексты и музыку к которым написал Лигалайз. Песни вошли на второй альбом группы D.O.B., «Мастера Слова», который вышел в декабре 2000 года на лейбле RAP Recordz. В отличие от предыдущего альбома, этот альбом является русскоязычным. В записи альбома приняли участие московские рэп-группы Ю.Г., «Рабы лампы», «Бланж» и рэпер Джи Вилкс. Альбом был выпущен в рамках акции лейбла RAP Recordz, «Революция свершилась», вместе с альбомами групп «Ю.Г.» («Дёшево и сердито») и Nonamerz («Не эгоисты»). Дистрибуцией альбома занимался концерн «Видеосервис».
В 1997 году Сирджей и DJ Пахан создали трип-хоп-проект Fu-zzy Plastmatix, в рамках которого записали всего два трека, один из которых, «Поздняя осень», вышел на сборнике «Рэп мастер #3» (1998), а позднее на компиляции «Архив. Часть II» (2021).
В начале 2000 года Sir-J снялся в документальном фильме о русском хип-хопе HipHopHeroes: Underground Kings голландского студента-документалиста Jean-Paul van Kouwen для дипломной работы.
В 2000 году после смерти участника группы «Рабы лампы», Алексея «Грюндика» Перминова, был образован проект «Империя», в который вошли группы «Ю.Г.» и D.O.B. Community. Было записано две песни, которые спродюсировал Андрей Кит: «Посвящение» (памяти Грюндика) (при участии Стахея из группы «Тени») и «Суперлирика» (при участии Dime из Nonamerz). Оба трека вышли на сборнике «Лучший хип-хоп 2» летом 2001 года. «Посвящение» позже вышла на переиздании альбома «Это не б.» группы «Рабы лампы» 14 декабря 2001 года. Нецензурная версия «Суперлирики» вышла на сборнике «5 лет RAP Recordz» 20 июня 2002 года.
Летом 2000 года состоялось несколько выступлений D.O.B. Community (Sir-J, Jeeep, Money Mike и Симона Yori). Симона Yori заявила о своём уходе из объединения в феврале 2001 года в хип-хоп-передаче «Фристайл» на радио «Станция 2000». В начале 2001 года в составе D.O.B. Community осталось четверо: Sir-J, Jeeep, Мани Майк и DJ Пахан. Летом 2001 года группа D.O.B. Community подписала контракт на выпуск трёх следующих альбомов с компанией «Квадро-Диск». В декабре компания выпустила дебютный альбом «100 преград преодолев», который был записан в период с 2000 по 2001 год на московской студии M.Y.M. Recordz. В записи альбома приняли участие все участники объединения, входившие в его состав на тот момент: Sir-J, Джип, Мани Майк, Симона, DJ Пахан, Гвоздь, Ladjak, Грюндиг. Музыку для альбома создал Sir-J. Презентация альбома состоялась в клубе Much Box 11 января 2002 года, где также состоялась премьера видеоклипа на песню «Мы». После выхода альбома группу покинули Yori, Ladjack, LeeAS и Гвоздь. Лигалайз в записи участия не принимал.

Группа «D.O.B. Community» на обложке альбома «100 преград преодолев»

С 2002 по 2004 год был записан второй альбом D.O.B. Community, «Полихромный продукт», который вышел 18 октября 2007 года на лейбле RAP Recordz. Музыку для альбома создали битмейкеры из других известных рэп-групп: Dr. N-Drey, Миша Гуманков, К.И.Т., Карандаш, Ян И. С., Krypton, Legalize, Master Spensor, DJ L.A., Al Solo, G-Child, DJ Shooroop, а также сам Sir-J. После выхода альбома группа практически не существовала.
7 сентября 2004 года на лейбле «Интеллигентный Хулиган Productions» был выпущен третий и последний альбом D.O.B. «Короли андеграунда». Альбом представляет собой сборник песен, записанных Сирджеем и Лигалайзом с 1995 по 2004 год. По словам Лигалайза, этот альбом посвящён десятилетию группы D.O.B.
23 ноября 2004 года на лейбле «Интеллигентный Хулиган Productions» вышел сольный альбом Джипа «Здесь был я», музыку к которому создал Sir-J, а 3 ноября 2005 года на лейбле «Монолит Рекордс» вышел сольный альбома Сирджея «Вниз по ординате».
5 мая 2009 года на лейбле RAP Recordz вышел совместный альбом Сирджея и Джипа под маркой D.O.B. Community «ТреФы-Ф-ФанкоФФ». Этот альбом является данью уважения жанру фанк. В записи альбома приняли участие «Лиса [TZ]», «43 Градуса» и Мани Майк.
С 2009 по 2010 год Sir-J принял активное участие в записи альбома московского битмейкера Антона Павлова (tonn_pavloff) — «Настоящий хип-хоп». В записи самого альбома поучаствовало более 20 рэп-исполнителей.
В начале 2011 года Sir-J вместе с рэпером Nebbercracker создал проект RAPtila Camaradaz. Вышло три сингла на музыку Сирджея — «Качество или объём», «Око» и «Ты просто YO!». 16 мая группа выступила в московском клубе «16 тонн» на 15-летии группы Big Black Boots перед вылетом на гастроли на Дальний Восток. 18 марта 2013 года лейбл Hip-Hop Place выпустил на компакт-дисках альбом «Разрушители мифов» проекта RAPtila Camaradaz, в записи которого приняли участие Винт и Jeeep.

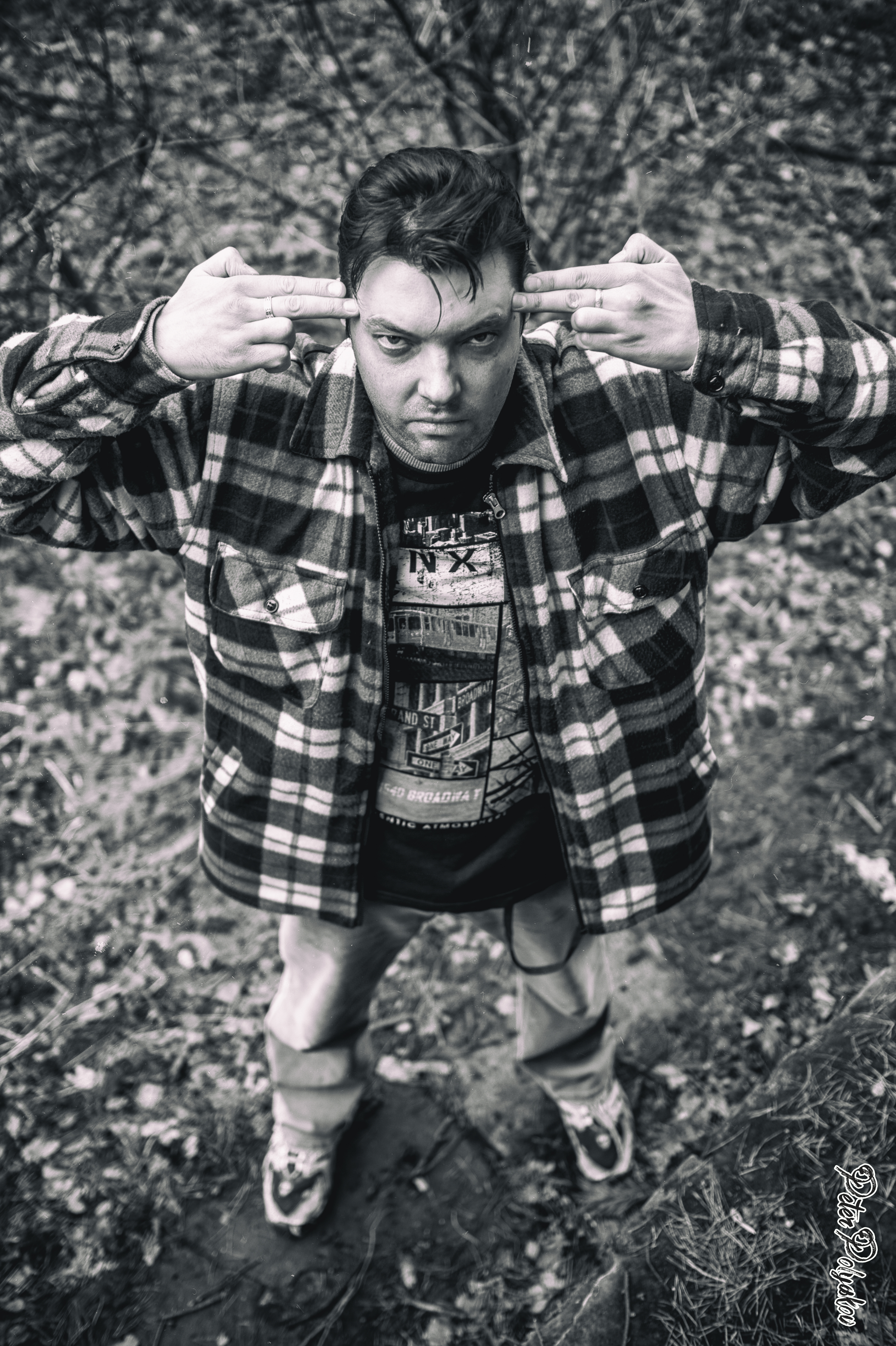
Sir-J в 2014 году

В 2016 году Sir-J появился в документальном фильме «Раб лампы», посвящённом памяти Алексея «Грюндика» Перминова из группы «Рабы лампы».
В 2017 году Sir-J основал проект Cre8ive, в который помимо него вошли рэперы Leonoff (Александр Леонов) и Pum (Пётр Поляков). В сентябре вышел первый сингл группы «По чём Москва!?», а в конце года группа выступила с песней «Мы поймали белку» на фестивале Rap Music. В 2018 году группа выступила с песней «По чём Москва!?» на презентации альбома Шеffа Gangsta Jazz.
В 2018 году дал интервью для документального фильма «BEEF: Русский хип-хоп».
В 2021 году Sir-J сообщил в интервью для проекта «Хип-хоп в России: от 1-го лица» о том, что он работает над новым сольным альбомом, для которого уже готова музыка и тексты. В 2020 году было записано всего две песни, поскольку все студии были закрыты из-за пандемии COVID-19.
24 апреля 2022 года Лигалайз объявил о возвращении группы D.O.B. в составе Сирджей и Лигалайз. По словам рэпера, оба участника коллектива работали над новым альбомом с прошлого года, записали большую его часть и готовы представить новый материал. 26 апреля дуэт выпустил на лейбле Media Land двухпесенный цифровой макси-сингл «Бесконечно, Татуировки-шрамы», а также анонсировал новый альбом «Аборигены фанка», спродюсированный американским битмейкером Tone Beatz при участии диджея Rob Swift из The X-Ecutioners. В поддержку макси-сингла вышло lyric-видео на песню «Бесконечно». 30 июня 2023 года дуэт выпустил на лейбле D.O.B. music четвёртый по счёту альбом D.O.B. — «Аборигены фанка», в который вошло 18 треков. В поддержку альбома был выпущен созданный с использованием нейросетей видеоклип на трек «Мир!! Вашему!! Дому!!». По словам автора ролика Павла «Mr. Freeman» Мунтяна, эта песня адресована «тем, кто за полтора года войны не смог определиться со своими взглядами, кто надел шоры и старается ничего не видеть».
21 июня 2023 года Sir-J выпустил первый сингл с будущего альбома под названием «Биококтейль». 21 декабря был опубликован видеоклип на песню «S+J=H» (при участии DJ Топора) с нового альбома «Два в квадрате».
30 декабря Булавинцев пропал после пожара в его загородном доме в дачном посёлке Расторгуево подмосковного города Видное, куда он направился после концерта в Калининграде. Камеры зафиксировали, как он шёл в сторону дома около 11 часов вечера. По информации ГУ МЧС России по Московской области, сообщение о возгорании поступило к ним около трёх часов ночи, а сам пожар ликвидировали в семь утра, при этом пострадавших не обнаружили. Рэпер перестал выходить на связь. В последний раз он разговаривал со своей бывшей женой Александрой около половины второго в ночь с 29 на 30 декабря, именно она и подала заявление в полицию. Родные, близкие и друзья начали самостоятельный поиск, подключив активистов поискового отряда «Лиза Алерт». 9 января оперативники осмотрели все камеры, в объектив которых мог попасть рэпер, и по ним выяснили, что он точно был дома. 10 января криминалисты подмосковного СК с помощью кинологов поискового отряда «Лиза Алерт» обнаружили в сгоревшем доме человеческие останки, которые направили на экспертизу. Обгоревшие до скелета останки не подлежали идентификации. 12 января родственники опознали тело Булавинцева по его личным вещам (кольца, цепочка). Церемония прощания состоялась 20 января в зале на территории Хованского крематория. В дальнейшем урна с прахом была захоронена на кладбище недалеко от Расторгуево, где жил Булавинцев.
4 апреля 2024 года Лигалайз выпустил на своём YouTube-канале видеоклип D.O.B. на трек «Языкломатель» с альбома «Аборигены фанка». Клип стал последней видеоработой Sir-J’я. Сцены с его участием были сняты до вылета на концерт в Калининград 28 декабря 2023 года. Подробнее о съёмках ролика, жизни и смерти Сирджея Лигалайз рассказал в интервью Андрею Никитину для портала The Flow.
11 июля 2025 года лейбл 100Pro выпустил посмертный сингл Sir-J «Хит правды», записанный при участии Шеff'а в 2020 году.

## Конфликты
D.O.B. vs. MC Hassan
В ноябре 1994 года группа Bust A.S! выступила на фестивале Rap Music, где среди участников был и рэп-исполнитель M.C. Hassan. В том же году Hassan записал трек «О фестивале Рэп-мьюзик 94 года», в котором прокомментировал выступления нескольких участников фестиваля, «нелестно» отзываясь о группах Bust A.S! и Bad Balance. В 1995 году последовал ответ Хассану от D.O.B. под названием «D.O.B.’s Takin’ova» (впоследствии вошедший в альбом Rushun Roolett), где Sir-J и Ladjack на английском языке высмеивают Hassan’а и его псевдоним, сравнивая его с Гассаном Абдурахманом, а Лигалайз исполнил куплет на русском языке.
Sir-J vs. Max Mix Production
Также у Сирджея имелись разногласия с группой Max Mix Production. После того, как участники группы — MC Mix и Mad Max — выпустили мини-альбом «Чужая территория» в 1994 году, Сирджей обратился к ним, выступив против обилия ненормативной лексики и гангста-лирики, исполненной в их песнях. В 1995 году Sir-J записал трек под названием «Тэрэпия», в котором высказал своё негативное отношение к русским гангста-рэперам, в числе которых были Max Mix Production и Da Lost Boyz.
D.O.B. Community vs. Master Spensor
В 1996 году участники D.O.B. Community записали трек-дисс «Livin' in style», который высмеивает псевдо-гангста-рэперов середины 90-х из тусовки Мастера Спенсора, представленных на сборнике «Энциклопедия российского рэпа I». Михей принял участие в записи песни, поскольку на сборнике была песня M.C. Hassan’а «О фестивале Рэп-мьюзик 94 года» (дисс на Bad Balance, Bust A.S! и Тутту Ларсен). После выхода трека «Livin' in style» MC Mix сделал ответный трек «Freestyle», на котором должны были принять участие Шеф (Влад Валов), Мастер Спенсор и все участники группы Da B.O.M.B., но поскольку Спенсор с Валовым в тот момент разругались, то в песне приняли участие только Mr. Shotgun, MC Mix и Dr. N-Drey. В марте 2009 года Дмитрий «Dime» Нечаев впервые рассказал о создании этих песен в интервью для документального сериала «Хип-хоп в России: от 1-го лица».
Империя — «Отбивная 2»
В 2004 году Sir-J (при совместных усилиях с группой Ю.Г.) записал трек под названием «Мясо» («Отбивная 2»), где Sir-J выступил автором и исполнителем текста песни, посвящённого неизвестным рэп-исполнителям, выражавших дизреспекты в адрес Ю.Г.а; преимущественно, это были обыватели хип-хоп форумов в интернетах (согласно песне Sir-J’ея). Автором музыки к песне выступил К.И.Т.

## Личная жизнь
Отец четверых детей. Сын — Денис (1997), и три дочери — Алиса (2006), Дана (2011) и Мия (2019).

## Дискография
Сольные альбомы
- 2005 — Вниз по ординате

Альбомы в составе групп
- 1994 — Bust A.S! — 5-Year Plan
- 1995 — Bust A.S! — Pregnant Wit Skillz (переиздано в 2007 и 2021 году)
- 1998 — D.O.B. — Rushun Roolett (переиздано в 2000 и 2020 году)
- 2000 — D.O.B. — «Мастера Слова»
- 2001 — D.O.B. Community — «100 преград преодолев»
- 2004 — D.O.B. — «Короли андеграунда»
- 2007 — D.O.B. Community — «Полихромный продукт»
- 2009 — D.O.B. Community — «ТреФы-Ф-ФunkоФФ»
- 2013 — RAPtila Camaradaz (Sir-J & Nebbercracker) — «Разрушители мифов»
- 2023 — D.O.B. — «Аборигены фанка»

Синглы
- 1997 — Ч-Рэп & Sir-J — «Интро» («Рэп Архив № 3»)
- 2000 — Бланж и Sir-J — «Гурд» («Лучший хип-хоп»)
- 2000 — Ч-Рэп & Sir-J — «Милым девушкам» («Hip-Hop Master: Супер Вечеринка № 7»)
- 2000 — Дымовая завеса — «Загадай желание» (feat. Джип, Медный) (Дымовая завеса — «Без контрацепции…»)
- 2002 — Отверженные & Sir-J — «Русичи» («Настоящий уличный рэп»)
- 2003 — Sir-J — «Гори-гори ясно» («Хип-хоп квартал (июль-август-сентябрь)»)
- 2003 — Sir-J — «Бесконечное творчество» («Хип-хоп квартал (апрель-май-июнь)»)
- 2004 — Sir-J + DJ Bazil + DJ Dlee + Груз + DJ Хобот — «Represent» (DJ Nik One — «Интеллигентный Хулиган Vol.1»)
- 2004 — Sir-J — «Лошадка» («Хип-хоп квартал (апрель-май-июнь)»)
- 2004 — Sir-J — «Хм (Новогоднее поздравление)» («YOlka 2005»)
- 2005 — Sir-J, Бледный — «Диссы в стиле баунс… (skit)» («Rap-Style Vol.1: Still In Da Game»)
- 2005 — Sir-J (Bust A.S.!) — «Те-Рэп-Ия (exclusive ‘96)» («Rap-Style Vol.1: Still In Da Game»)
- 2005 — Sir-J и Tommy — «Король умер, да здравствует король» («Новости От Rap Recordz. Выпуск 5»)
- 2005 — Бредовые Идеи + Sir-J — «Устоять не возможно» («Хип-хоп квартал (июль-август-сентябрь)»)
- 2005 — Sir-J — «Подполье андеграунда» («Синий фронт — зелёный театр 2. Рэп из подземелья»)
- 2005 — Sir-J — «Хардкора до упора» (при уч. Д-Бош и Ma$tah Che) («Хип-хоп квартал (январь-февраль-март)»)
- 2007 — Sir-J — «Da 1 (Russian Roulette Exclusive)» (DJ Navvy — «Russian Roulette Mixtape»)
- 2008 — Sir-J — «Претензии к людям» (feat. Nonamerz) (Nonamerz — «Piratka Mixtape»)
- 2010 — Lyrics Family & Sir-J — «Шли годы» («Право на слово»)
- 2016 — Мастер Шеff, White Hot Ice, Руставели, Sir-J, Jeeep — «В нереале» (Miko — «В нереале»)
- 2023 — Sir-J — «Биококтейль»
- 2023 — Sir-J — «S+J=H» (при уч. DJ Топор)

Гостевые участия
- 1994 — МД&С Pavlov — «S/f-tion» (feat. Ladjak & Sir-J) (Da Moscow Rap Flava)
- 1994 — Bust A.S. — «I Know My Shit», «Y’t Nuff» (Da Moscow Rap Flava)
- 1994 — Ladjak & Sir-J — «Frum Da Bakground» (Da Moscow Rap Flava)
- 1996 — L.R.G. — «Funky Medicine» (feat. Sir-J) («Трэпанация Ч-Рэпа 3»)
- 1998 — Big Black Boots — «Если знаешь как жить» (feat. Master Spensor, Sir-J) (Big Black Boots — «Попса махровая. Маз никаких…»)
- 1998 — Рабы лампы — «На траих» (feat. Sir-J) (Рабы лампы — «Это не больно»)
- 1999 — Ч-Рэп — «Bitch» (feat. Sir-J) (Артель Рэп Террора — «187»)
- 2000 — Beat Point — «РосХипХоп» (feat. Sir-J) (Beat Point — «Весь хип-хоп»)
- 2000 — Nonamerz — «[Не] Эгоисты» (feat. Sir-J) (Nonamerz — «Не эгоисты»)
- 2000 — Ю.Г. — «Посвящается всем» (feat. Sir-J) (Ю.Г. — «Дёшево и сердито»)
- 2000 — Ю.Г. — «Ода уходящего года» (feat. Sir-J, Рабы лампы) (Ю.Г. — «Дёшево и сердито»)
- 2001 — Отверженные — «Свободный стиль» (feat. Master Spensor, Sir-J и Мук) (Отверженные — «Архив (Музыка улиц. Часть 4)»)
- 2001 — Тени — «Я знаю» (feat. Sir-J & К.И.Т.) («Лучший хип-хоп 2001»)
- 2001 — Ю.Г. — «Посвящается всем (Remix)» (feat. Sir-J) («Rapland.ru 2 — Страна рэпа»)
- 2002 — ШЕҒҒ, Black, Серж, DJ-108, Fozzy, Папа Ди, Ice, Sir-J, G-Wilkes, White Hot Ice — «Rap Music» (Bad B. Альянс — «Новый мир»)
- 2003 — Bad B. — «Кто нас прессует?» (feat. Наив & Sir-J) (Bad B. — «Мало-по-малу»)
- 2003 — Money Mike & Sir-J — «Запой» («Хип-хоп подполье»)
- 2003 — Дымовая завеса — «Звезда в натуре» (feat. Sir-J, К.И.Т.) («Hip-Hop в натуре»)
- 2004 — Дымовая завеса — «Звезда в натуре» (Альбомная версия) (feat. К.И.Т., Dr. N-Drey, Sir-J, Limit) (Дымовая завеса — «Взрывное устройство»)
- 2004 — Ю.Г. — «Отбивная 2» (feat. Сир Джей) (Ю.Г. — «Пока никто не умер»)
- 2004 — Третий путь — «За красивой жизнью» (feat. Sir-J, Красное Дерево, Смена Мнений) (Третий путь — «Буриме 12»)
- 2004 — Проект Блокада — «Виват, андеграунд» (feat. Sir-J & Jeeep) («Rapland Music 2004 Часть 2 Треки 20-39»)
- 2004 — Иезекииль 25:17 — «Грязная тупая монотонная музыка» (feat. Sir-J) (Иезекииль 25:17 — «Честное слово третьего подземелья»)
- 2004 — Jeep 4x4 — «Типа интро» (feat. Sir-J) (Jeep 4x4 — «Здесь был я»)
- 2004 — Jeep 4x4 — «Сумеречная зона» (feat. Sir-J) (Jeep 4x4 — «Здесь был я»)
- 2005 — Ю.Г. — «Посвящается всем» (feat. Sir-J) (Ю.Г. — «Дёшево и сердито 2005»)
- 2005 — Ю.Г. — «Ода уходящего года» (feat. Sir-J, Рабы лампы) (Ю.Г. — «Дёшево и сердито 2005»)
- 2005 — Гек - «ДК Спутник» (feat. Da B.O.M.B., Sir-J, Гусь, Сэмэн, Ю.Г.) (Гек - «Микола Перестукинский в собственном соку»)
- 2005 — Jeeep — «Заморочки» (feat. Фантомас 2000, Sir-J, Кот) («Rap.Ru #3. Сборник лучшего русского рэпа»)
- 2005 — Fist — «Зюзино» (feat. Sir-J (D.O.B. Community)) (Fist — «Как птицы…»)
- 2006 — Мэрс — «Когда забудут» (feat. Сир Джей (D.O.B.), Догма) (Мэрс (ex Догма) — «Знаком языка»)
- 2006 — Гвардия — «Прошлое, настоящее, будущее» (feat. 6-й Отряд, Sir-J (D.O.B.), Ю-Ра) (Гвардия — «Воспоминания… т.ч.к.»)
- 2007 — Проект Блокада — «Fuck Da New School» (feat. Sir-J) (Проект Блокада — «Издание 2-е»)
- 2007 — Проект Блокада — «Сказка» (feat. Sir-J) (Проект Блокада — «Издание 2-е»)
- 2007 — Проектор Навигатор Стержень — «Честно» (feat. Georg Korg (Apokriff), Sir-J (D.O.B. Community)) (Проектор Навигатор Стержень — «13»)
- 2007 — Гек — «Скит Sir-J» (feat. Sir-J) (Гек - «Хип да хоп»)
- 2009 — А. Нуждин, Мастер Шеff, Mr. Simon, Al Solo, Ladjak, Sir-J, G-Wilkes, Крэк (Golden Mic), Мани Майк, Бак, Jeeep, Режик, Iceman — «Rap Music 2008» («Rap Music Live 2008»)
- 2009 — Мастер ШЕҒҒ — «Rap Music» (feat. Mr. Simon, Al Solo, А. Нуждин, LadJak, Sir-J, G-Wilkes, Крэк (Golden Mic), Мани Майк, Бак, Jeeep, Режик, Ice, Банан) («Hip-Hop Info #9»)
- 2009 — Jeeep & Кит — «Кто круче?», «Сука», «Граффити», «Riva Avis» (feat. Sir-J) (Jeeep & Кит — «Наше Дело»)
- 2010 — tonn_pavloff — «Это D.O.B. Community» (feat. Sir-J, Jeeep) (tonn_pavloff — «Настоящий хип-хоп»)
- 2010 — tonn_pavloff — «Настоящий хип-хоп» (feat. Винт, Mad Max, MC Mix, Shotgun, Dime, Гек, Money Mike, Jeeep, MD&C Павлов, Maestro A-Sid, Серж СТДК UzCoast, Папа Гусь, Про100%Фрол, Скаля, Хром, Al Solo, Варчун, Злой, Sir-J, Мук, Деловой, Ленин, Карандаш, Мастер Шеff, DJ LA) (tonn_pavloff — «Настоящий хип-хоп»)
- 2011 — Винт — «Уважение» (feat. Сир Джей) (Винт (Ex-Ю.Г.) — «Не ценим время»)
- 2012 — Lyrics Family — «Шли годы» (feat. Sir-J (D.O.B.)) (Lyrics Family — «Возьми своё»)
- 2012 — Ярость Inc. — «Когда я пришёл домой» (feat. Sir-J) (Ярость Inc. — «Бочка дёгтя»)
- 2012 — Ярость Inc. — «Свои люди» (feat. Mesr, Sir-J) (Ярость Inc. — «Бочка дёгтя»)
- 2013 — Винт и Мэф — «Больше, чем рэп» (feat. Jeeep, Sir-J) (Винт и Мэф — «Огонь в глазах»)
- 2014 — Р.П.ГОСТ — «Ядовитый газ» (feat. Sir-J) (Р.П.ГОСТ — «Агония: Квантовый Переход»)
- 2017 — MC Mix — «Underground» (feat. Sir-J, Винт) (Mix MC — «Время моей жизни»)
- 2017 — Винт и Резак — «Сам себе хозяин» (feat. Сир Джей) (Винт и Резак — «Ожидая Перемен»)
- 2020 — Лигалайз — «Гораздо больше» (feat. Сир Джей)" (Лигалайз — «ALI»)

## Фильмография
Документальные фильмы
- 2000 — HipHopHeroes: Underground Kings
- 2016 — «Раб лампы»
- 2019 — «BEEF: Русский хип-хоп»

Видеоклипы
- 2001 — «Мы» (в составе D.O.B. Community)
- 2013 — «Когда-то в 95-м» (при уч. «Гвардия», Мук («Бланж»))
- 2016 — «В нереале» (Мастер Шеff, White Hot Ice, Руставели, Sir-J, Jeeep)
- 2024 — «Языкломатель» (в составе D.O.B.)